# Кришкін Василь Трохимович
Кришкін Василь Трохимович (1926—1998) — червоноармієць Робітничо-селянської Червоної Армії, учасник Німецько-радянської війни, Герой Радянського Союзу (1945).

## Життєпис
Кришкін василь народився 16 серпня 1926 року в селі Стариково (нині — Глухівський район Сумської області України). Після закінчення семи класів школи працював у колгоспі. На початку війни опинився в окупації. Після звільнення його рідних місць Кришкін був призваний на службу в Робітничо-селянську Червону Армію. З січня 1944 року — на фронтах Німецько-радянської війни. У боях був важко поранений і контужений.
До жовтня 1944 року гвардії червоноармієць Кришкін Василь був розвідником 513-го легкого артилерійського полку 78-ї легкої артилерійської бригади 27-ї артилерійської дивізії прориву 10-ї гвардійської армії 2-го Прибалтійського фронту. Брав участь у боях на території Латвійської РСР. 24 жовтня 1944 року Кришкін брав участь у відбитті масованої німецької контратаки в районі міста Ауце. Коли під тиском німецьких піхотних та танкових частин радянська піхота почала відступати, Кришкін підняв групу бійців в атаку. Коли в бою загинув один з кулеметників, Кришкін його замінив собою.
Указом Президії Верховної Ради СРСР від 24 березня 1945 року за «мужність і відвагу, проявлені в боях з німецькими загарбниками при визволенні Прибалтики» гвардії червоноармієць Кришкін Василь був удостоєний високого звання Героя Радянського Союзу з врученням ордена Леніна і медалі «Золота Зірка» за номером 5462.
Після закінчення війни Кришкін був демобілізований. Повернувся на батьківщину. Працював у лісництві. Помер 31 жовтня 1998 року, похований у Стариково.
Почесний громадянин Ауце. Був також нагороджений орденами Вітчизняної війни 1-го ступеня і Слави 3-го ступеня, поруч медалей.